# Miki Uchida
Miki Uchida (内田 美希, Uchida Miki), née le 21 février 1995, est une nageuse japonaise. Elle participe à ses premiers Jeux olympiques en 2012 à Londres où elle est septième avec le relais 4 x 100 m nage libre. 

## Palmarès

### Championnats du monde
Petit bassin
- Championnats du monde de natation en petit bassin 2014 à Doha (Qatar)
  -  Médaille de bronze du relais 4 x 100 m quatre nages.

### Championnats pan-pacifiques
- Gold Coast 2014
  -  Médaille de bronze du relais 4 x 100 m nage libre.